# Ковелаш (Повуа-де-Ланьозу)
Ковелаш (порт. Covelas; МФА: [ku.ˈve.ɫɐʃ]) — парафія в Португалії, у муніципалітеті Повуа-де-Ланьозу. Розташована в північно-західній частині країни, на теренах історичної португальської провінції Дору-Міню. Входить до складу округу Брага. За адміністративним поділом, чинним до 1976 року, терени парафії були складовою провінції Міню. Належить до Бразької архідіоцезії Католицької церкви. Патрон — святий Юліан. Площа — 2,9093 км². Населення — 416 ос. (2011). Слабо урбанізований регіон. Густота населення — 142,99 осіб/км²
. Код — 030906.

## Населення
| Кількість мешканців | Кількість мешканців | Кількість мешканців | Кількість мешканців | Кількість мешканців | Кількість мешканців | Кількість мешканців | Кількість мешканців | Кількість мешканців | Кількість мешканців | Кількість мешканців | Кількість мешканців | Кількість мешканців | Кількість мешканців | Кількість мешканців |
| ------------------- | ------------------- | ------------------- | ------------------- | ------------------- | ------------------- | ------------------- | ------------------- | ------------------- | ------------------- | ------------------- | ------------------- | ------------------- | ------------------- | ------------------- |
| 1864                | 1878                | 1890                | 1900                | 1911                | 1920                | 1930                | 1940                | 1950                | 1960                | 1970                | 1981                | 1991                | 2001                | 2011                |
| 254                 | 256                 | 234                 | 251                 | 291                 | 275                 | 321                 | 357                 | 287                 | 362                 | 323                 | 315                 | 366                 | 400                 | 416                 |